# 空耳の丘
『空耳の丘』（そらみみのおか）は、遊佐未森の2枚目のオリジナルアルバム。"Soramimi on the Hill" の英語タイトルが付されている。1988年10月21日にエピックソニー から発売された。デジパック仕様の初回限定盤（35・8H-5046）で、1989年4月7日には通常盤（32・8H-5079）が発売、1991年9月21日にCDが再発売されたが（ESCB-1216）、いずれも廃盤となっている。
日清カップヌードルのCM曲（出演はアーノルド・シュワルツェネッガー）として使われた『地図をください』がヒットしたことで注目され、またこの曲は遊佐のアルバムで作詞家として本格デビューした工藤順子の出世作ともなった。
2006年12月13日にSony Music Directから、デビューアルバム『瞳水晶』から『momoism』までのエピックソニー時代の初期作品5枚が、リマスター盤として一挙に再発売されたが、遊佐と工藤の代表作とも言える『空耳の丘』だけは再発売されていなかった。
2021年7月12日、『空耳の丘』がバーニー・グランドマンのカッティングによるアナログ盤とリマスターCDで9月22日に発売することが発表された。リマスターCDには表題曲「空耳の丘」のフルバージョンがボーナストラックとして収録される。

## 概要
デビューアルバム『瞳水晶』では成田忍がサウンドプロデュースを担当していたが、『空耳の丘』からは、遊佐がメジャーデビュー以前から関わりのあった外間隆史がサウンドプロデュースを手掛けることになる。
エピックソニーの音楽プロデューサー福岡智彦の指揮のもと、外間隆史が強く打ち出したコンセプトと、工藤順子が紡ぎ出す繊細な歌詞により、ファンタジー的な世界観を構築した初期代表作として『空耳の丘』『ハルモニオデオン』『HOPE』が「空耳三部作」と呼ばれることもあり（「ソラミミ3部作」とカナ表記される場合もある）、その中核をなすアルバムである。
歌詞カードには歌詞のほかに、遊佐未森のミニ写真集と外間隆史による同名の童話が収録されており、アルバムには「聞く、見る、読むのハーモニック・アルバム」というキャッチコピーが付けられた。この形式は『ハルモニオデオン』『HOPE』でも踏襲されることとなった。
なお、1988年の発表時にはCDと同時にカセットテープも発売されたが（28・6H-5046）、流通量は極めて少ないと思われる。曲順はCDと同一で、A面・B面に各6曲ずつ収録。収納スペースの都合上、歌詞カードのみで小冊子などは付いておらず、CDでは歌詞カードの冊子に掲載された写真集と小説が割愛されている。
先行シングルとして『窓を開けた時』が1988年9月30日に発売された。また、カップヌードルのテレビCM曲として使われた『地図をください』が翌1989年2月1日にシングルカットされた。それぞれカップリング曲も本アルバムに収録されている。

## 収録曲
1. 空耳の丘（作曲：外間隆史）
2. 窓を開けた時（作詞：外間隆史　作曲：外間隆史）
3. 風の吹く丘（作詞：外間隆史　作曲：外間隆史）
4. 旅人（作詞：外間隆史　作曲：外間隆史）
5. 星屑の停留所（作詞：工藤順子　作曲：外間隆史） -「停留所」には「プラッツ」とルビが振られる。
シングル『地図をください』のカップリング曲
6. 川（作詞：遊佐未森　作曲：遊佐未森）
シングル『窓を開けた時』のカップリング曲
7. 地図をください（作詞：工藤順子　作曲：外間隆史）
8. 日曜日（作詞：工藤順子　作曲：外間隆史）
9. ひまわり［Napraforgo］（作詞：工藤順子　作曲：成田忍）
10. 夢のひと（作詞：太田裕美　作曲：太田裕美）
11. Run in the rain（作詞：工藤順子　作曲：遊佐未森）
12. 空耳の丘 (Reprise)（作曲：外間隆史）

編曲はすべて外間隆史。

## 参加ミュージシャン
- 外間隆史：サウンドプロデュース、リコーダー
- 福岡知彦：プロデュース（エピックソニー）、リコーダー
- 遠山淳：コンピュータ&シンセサイザープログラミング
- 青山純：ドラム - 歌詞カードで「青山淳」とミスクレジットされている。
- 渡辺等：ベース
- 沖山優司：ベース
- 中原信雄：ベース
- 成田忍：ギター
- 古賀森男：ギター
- 鶴来正基：ピアノ
- 鈴木厚志：ピアノ
- 橋本仁：ケーナ
- 高橋章：リコーダー
- 大橋功：リコーダー
- 斎藤ネコ：ヴァイオリン
- 清水一登：クラリネット
- 遊佐未森：ボーカル、コーラス、マリンバ、リコーダー